# Spanish Flea

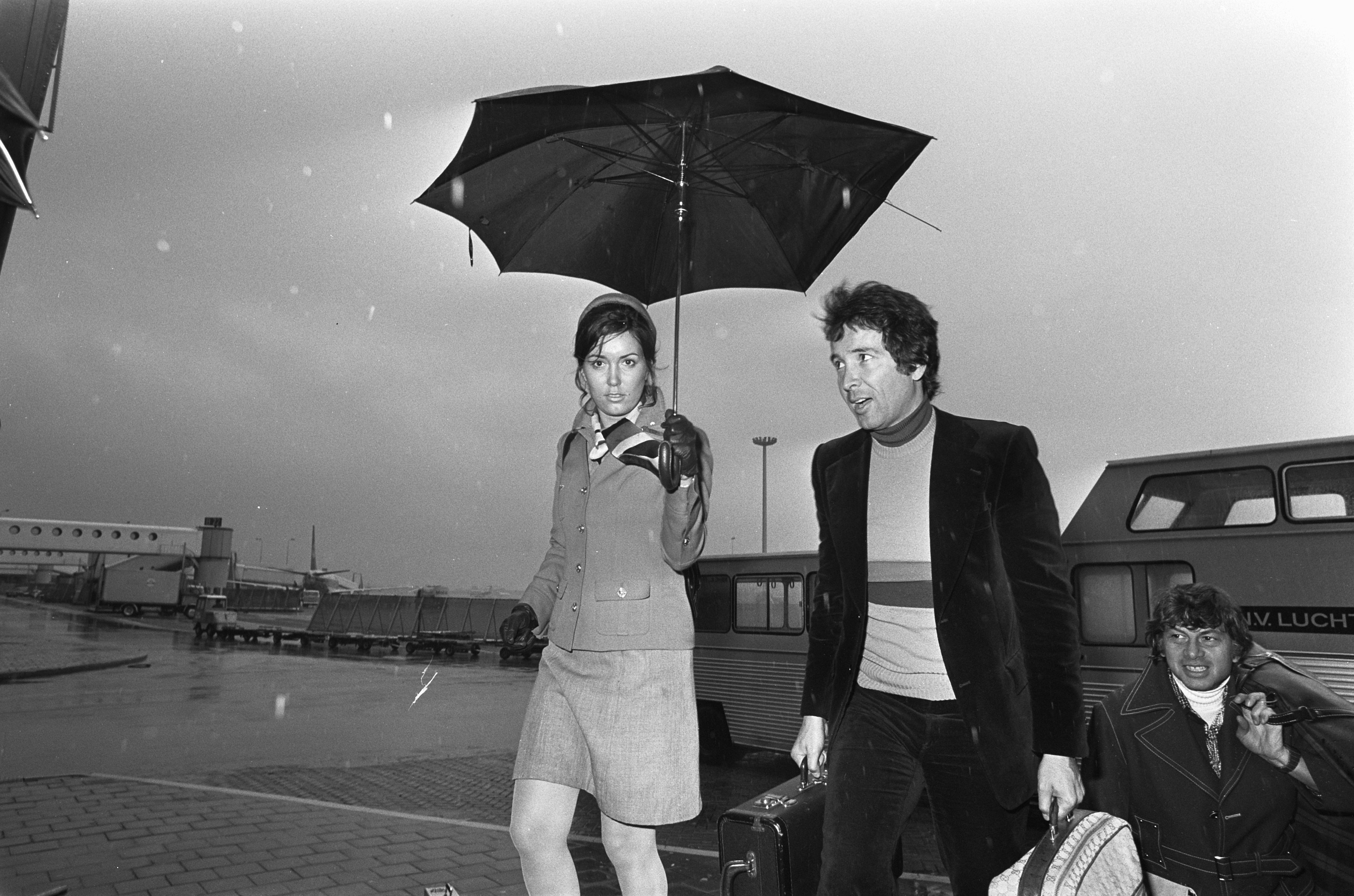
Herb Alpert, Mitte, 1974

Spanish Flea ist ein Popsong, komponiert von Julius Wechter in den 1960ern und später mit Text von seiner Frau Cissy Wechter versehen. Bekannt wurde das Lied als Instrumentalversion von Herb Alpert & the Tijuana Brass mit Herb Alpert an der Trompete, die auf dem von ihm mitbegründeten Plattenlabel A&M Records Ende 1965 erschienen ist.

## Entstehung und Verwendung
Julius Wechter hatte Spanish Flea für Herb Alpert & the Tijuana Brass geschrieben und spielte auch selbst Marimbas auf dem Song. 1971 nahm Wechter mit seiner „Baja Marimba Band“ auch eine eigene Version des Liedes auf, die auf seiner LP As Time Goes By ebenfalls bei A&M erschienen ist. 
Spanish Flea war lange Zeit als Bachelor's Theme die Titelmelodie in der langlebigen US-Paarverkupplungs-Show The Dating Game.
Darüber hinaus wurde Spanish Flea mehrfach als Hintergrund- oder Motivmelodie verwendet, zum Beispiel einen Tag vor Julius Wechters Tod (1. Februar 1999) in der Simpsons Episode Sunday, Cruddy Sunday und 1987 in der Action-Komödie Beverly Hills Cop II.

## Chartplatzierungen
1966 erreichte die Version von Herb Alpert & the Tijuana Brass Platz 26 in Deutschland, Platz 3 in Großbritannien und Platz 27 in den US Billboard Hot 100.

## Coverversionen
- 1971 nahm Wechter mit seiner „Baja Marimba Band“ auch eine eigene Version des Liedes auf, die auf seiner LP As Time Goes By ebenfalls bei A&M erschienen ist.
- Allan Sherman coverte den Song 1967 auf seinem Album Togetherness als Parodie mit eigenem Text aus der Sicht eines Hundeflohs.
- Andere Interpreten, die den Song als Instrumental coverten, waren Duke Ellington und The Hawaiians (1968).[5]